# Monety (powiat Olecki)
Monety (Duits: Monethen; 1938-1945: Moneten) is een plaats in het Poolse woiwodschap Ermland-Mazurië, in het district Olecki. De plaats maakt deel uit van de landgemeente Kowale Oleckie.